# Courant religieux Luo

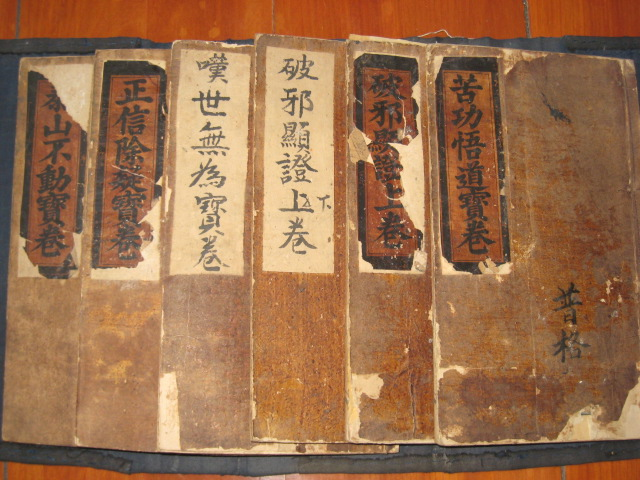
Les Cinq instructions en six volumes, texte principal du courant Luo

Le courant religieux Luo ou Luoïsme 羅教 est un ensemble de sectes syncrétistes chinoises dont les fondateurs se réclament de Luo Qing 羅清 (1443-1527), qui fonda à la fin du XVe siècle l’École du non-agir, Wuweiisme 無為教, d’inspiration bouddhiste, ou de l’un de ses disciples ou héritiers. L’école fut au départ bien acceptée des autorités et des classes supérieures car assimilée au bouddhisme orthodoxe, malgré les critiques de certains moines . Cependant, les sectes Luo finirent par être vues avec méfiance par les autorités bien qu’elles aient suscité peu de rébellions, au contraire du Lotus blanc. Le courant fit l’objet de plusieurs interdictions dès 1584, ce qui ne l’empêcha pas de s’étendre, particulièrement au XVIIIe siècle grâce aux convoyeurs du Grand Canal.
Il a contribué à la naissance du courant Xiantiandao. Bien que Luo Qing ait critiqué le Lotus blanc, les deux courants s’influencèrent mutuellement et furent souvent confondus. Son héritage est aussi présent dans la Bande verte.
Tout d’abord présent au Zhejiang , au Jiangxi, au Jiangsu, dans l’Anhui et au Shandong, province d’origine du fondateur, le courant connut son apogée au XVIIIe siècle, s’étendant du Hebei au Guangdong, et vers l’ouest jusqu’au Sichuan en suivant le Changjiang. À la fin du XIXe siècle, on trouvait des sectes qui en descendaient un peu partout en Chine et chez les Chinois d'outre-mer. 
Le texte principal du courant est Les Cinq Instructions en six volumes (Wubuliuce 伍部六冊), de Luo Qing, qui fut accepté aussi par des bouddhistes orthodoxes.

## Luo Qing
Connu sous son nom religieux Qing (clarté), Luo naît en 1443 à Jimo au Shandong dans une famille vouée à l’armée. Son nom social est Menghong 夢鴻 et son pseudonyme Sifu 思孚.  Tôt orphelin, il est élevé par des parents et devient soldat. Il sert un certain temps à Miyun près de Pékin puis est affecté à la protection des convois du Grand Canal. Souffrant de malaise spirituel, il finit par quitter l’armée et suit durant plus de dix ans plusieurs maîtres bouddhistes sans trop de succès, avant de trouver la voie à sa façon à 40 ans,. Il commence alors à répandre son enseignement, aidé par des fonctionnaires et des moines bouddhistes qui l’apprécient. Il rédige Les Cinq Instructions en six volumes publié pour la première fois en 1527 et enseigne 18 ans au Zhejiang . Le moine Daning 大寧 répand son enseignement au Jiangxi et le moine Lanfeng 蘭風 à Suzhou . Il meurt en 1527 et est enterré à Miyun. Sa tombe sera détruite sur ordre officiel en 1768.
Il est aussi connu comme Wuwei yinshi 无为隐士 l’"ermite du non-agir".

## Évolution
Dès la mort de Luo Qing, plusieurs groupes dirigés par sa famille ou ses disciples apparurent et le courant continua par la suite à se diviser, donnant naissance à un grand nombre de sectes aux noms différents. Fozheng, l’un de ses fils, continua son enseignement. Cette branche directe perdura pendant neuf générations. 
L'un des fondateurs d'une sous-branche du courant Luo particulièrement notable est Yin Jinan 殷繼南（1531-1582). Orphelin comme Luo Qing, moinillon durant six ans dans un monastère bouddhiste puis apprenti orfèvre, fut introduit par son patron dans une secte Luo. Il se prit à imaginer qu’il était la réincarnation du fondateur du courant et en convainquit la secte, si bien qu’il en devint le chef à 17 ans à peine. Il systématisa l’enseignement, y introduisit le culte de Maitreya ainsi que celui de la Vénérable mère non née et l’eschatologie des trois ères inspirés du Lotus blanc. Il instaura une hiérarchie des disciples. Son mouvement connut un grand succès, soutenu par de nombreux patrons, mais attira la suspicion des autorités qui l’assimilaient au Lotus blanc. Il fut emprisonné en 1576 puis relâché au bout de six ans avec ordre d’abandonner sa prédication, ce dont il ne tint aucun compte. Il fut donc réarrêté et exécuté en 1582. 
Le courant connut son apogée au XVIIIe siècle sous Luo Mingzhong, descendant de Luo Qing (8e génération), grâce au succès de la branche directe auprès des marins du Grand Canal. Trois disciples en particulier, Weng Yan 翁岩, Qian Jian 錢堅 et Pan Qing 潘清, jouèrent un rôle important dans cette transmission. La secte comptait aussi des paysans, des artisans et des commerçants parmi ses disciples. Outre les activités spirituelles, elle fournissait une aide sociale (repas, logement et argent de poche aux marins et soin des marins âgés et sans famille) à travers ses chapelles . Elle fut interdite en 1727 mais les chapelles furent maintenues. Néanmoins, en 1768, le préfet de l’actuel Zhejiang les transforma en organismes publics et le courant Luo s’effaça dans cette province . 
Du fait de la multiplication des branches, malgré les relations tendues avec les autorités, on trouvait au début du XXe siècle des sectes descendant du courant Luo partout en Chine et même chez les Chinois d’outre-mer, en général fusionnées avec le Lotus blanc.

## Pensée
Luo Qing rejette la plupart des rituels bouddhistes, d’ou le nom de sa secte, Wuwei, non-agir. Il rejette aussi les effigies qui ne sont qu’illusions. Il prône une forme de bouddhisme accessible aux laics, même illettrés, qui repose essentiellement sur le travail sur soi permettant de faire le vide et d’atteindre l’illumination, de revenir ainsi à sa vraie nature ou nature de bouddha, c’est-à-dire à l’origine de toute chose. Cette origine première est évoquée en termes abstraits, mais aussi parfois d’une façon plus anthropomorphique sous le nom de "Saint ancêtre illimité" wujishengzu 無極聖祖 ou "Parents non nés" wusheng fumu 無生父母.
À partir du XVIIe siècle, sous l’ influence d’autres courants comme le maitreyisme et le Lotus blanc, la plupart des sectes Luo adoptent l’ eschatologie des trois ères, selon laquelle les humains, perdus dans le monde, seront sauvés sur trois ères (verte, rouge et blanche) par un sauveur (Dipankara, Gautama et Maitreya) envoyé par une divinité suprême appelée le plus souvent la Vénérable mère non née .